# Джордж Парсонс Трофи
Джордж Парсонс Трофи (англ. George Parsons Trophy) — приз Канадской хоккейной лиги (CHL), ежегодно вручаемый за благородство и добропорядочность на льду игроку-участнику Мемориального кубка.
Трофей назван в честь Джорджа Парсонса, бывшего игрока OHA и NHL, карьера которого была закончена преждевременно в 1939 году из-за повреждения глаза.

## Победитель
- 2024 — Дентон Матейчук, Мус-Джо Уорриорз (WHL)
- 2023 — Логан Стэнковен, Камлупс Блэйзерс (WHL)
- 2022 — Логан Моррисон, Гамильтон Булдогс (OHL)
- 2021 — Турнир отменён из-за пандемии коронавируса. Приз не вручался[1]
- 2020 — Турнир отменён из-за пандемии коронавируса. Приз не вручался
- 2019 — Ник Сузуки, Гелф Шторм (OHL)
- 2018 — Адам Холуэлл, Акади-Батерст Тайтан (QMJHL)
- 2017 — Энтони Сирелли, Эри Оттерз (OHL)
- 2016 — Франсис Перрон, Руэн-Норанда Хаски (QMJHL)
- 2015 — Алексис Луазо, Римуски Осеаник (QMJHL)
- 2014 — Кёртис Лазар, Эдмонтон Ойл Кингз (WHL)
- 2013 — Бо Хорват, Лондон Найтс (OHL)
- 2012 — Зак Филлипс, Сент-Джон Си Догз (QMJHL)
- 2011 — Марк Кантен, Миссиссога Сент-Майклс Мэйджорс (OHL)
- 2010 — Тони Раяла, Брэндон Уит Кингз (WHL)
- 2009 — Янник Риндо, Драммондвилл Вольтижерс (QMJHL)
- 2008 — Мэтт Халищак, Китченер Рейнджерс (OHL)
- 2007 — Бреннэн Бош, Медисин-Хат Тайгерс (WHL)
- 2006 — Джером Самсон, Монктон Уайлдкэтс (QMJHL)
- 2005 — Марк-Антуан Пульо, Римуски Осеаник (QMJHL)
- 2004 — Джош Горджес, Келоуна Рокетс (WHL)
- 2003 — Грегори Кэмпбелл, Китченер Рейнджерс (OHL)
- 2002 — Томаш Плихал, Кутеней Айс (WHL)
- 2001 — Брэндон Рид, Валь-д’Ор Форёрз (QMJHL)
- 2000 — Брэндон Рид, Галифакс Мусхэдс (QMJHL)
- 1999 — Брайан Кэмпбелл, Оттава Сиксти Севенс (OHL)
- 1998 — Мэнни Малхотра, Гелф Шторм (OHL)
- 1997 — Радослав Сухи, Шикутими Сагенинс (QMJHL)
- 1996 — Майк Уильямс, Питерборо Питс (OHL)
- 1995 — Джером Игинла, Камлупс Блэйзерс (WHL)
- 1994 — Яник Дюбе, Лаваль Титан (QMJHL)
- 1993 — Джейсон Доу, Питерборо Питс (OHL)
- 1992 — Колин Миллер, Су-Сент-Мари Грейхаундз (OHL)
- 1991 — Рэй Уитни, Спокан Чифс (WHL)
- 1990 — Джейсон Фирт, Китченер Рейнджерс (OHL)
- 1989 — Джэйми Хикс, Питерборо Питс (OHL)
- 1988 — Мартин Желина, Халл Олимпикс (QMJHL)
- 1987 — Скотт МакКрори, Ошава Дженералз (OHL)
- 1986 — Керри Хаффмэн, Гелф Плейтерз (OHL)
- 1985 — Тони Гренье, Принс-Альберт Рейдерз (WHL)
- 1984 — Брайан Уилкс, Китченер Рейнджерс (OHL)
- 1983 — Дэвид Ганс, Ошава Дженералз (OHL)
- 1982 — Брайан Беллоуз, Китченер Рейнджерс (OHL)
- 1981 — Марк Моррисон, Виктория Кугарс (WHL)
- 1980 — Дэйл Хаверчук, Корнуэлл Ройялс (QMJHL)
- 1979 — Крис Хэлик, Питерборо Питс (OHL)
- 1978 — Марк Киртон, Питерборо Питс (OHL)
- 1977 — Бобби Смит, Оттава Сиксти Севенс (OHL)
- 1976 — Ришар Шинске, Нью-Уэстминстер Брюинз (WHL)
- 1975 — Джон Смрке, Торонто Мальборос (OHL)
- 1974 — Ги Шуинар, Квебек Ремпартс (QMJHL)